# フルトン郡 (ニューヨーク州)
フルトン郡（英: Fulton County）は、アメリカ合衆国ニューヨーク州の中央部に位置する郡である。2010年国勢調査での人口は55,531人であり、2000年の55,073 人から0.8%増加した。郡庁所在地はジョンズタウン市（人口8,743人）であり、同郡で人口最大の都市はグロバーズビル市（人口15,665人）である。郡名は、蒸気船を最初に商業的に成功ささせたとされるロバート・フルトンに因んで名付けられた。

## 歴史
1838年、モンゴメリー郡の郡庁所在地がフォンダに移転された直後に、フルトン郡はモンゴメリー郡から分離設立された。この新設にはジョンズタウンの弁護士ダニエル・キャディが絡んでおり、キャディの妻はロバート・フルトンの従姉妹だった。
フルトン郡は1838年4月18日に設立され、領域は550平方マイル (1,400 km2) だった。
昔のトライアン郡、当時のモンゴメリー郡の郡庁舎がフルトン郡の庁舎となり、現在でもニューヨーク州最古の現役庁舎となっている。
1860年4月6日、郡北側境界付近のサカンダガ公園近く、10平方マイル (26 km2) がハミルトン郡に移管された。これで現在のフルトン郡領域が確定された。
18世紀半ば、モンゴメリー郡にあるジョンソン砦とジョンズタウンの設立者ウィリアム・ジョンソン卿がフルトン郡となる地域に入ってきた。准男爵であるジョンソンはアイルランド系パイオニアであり、ニューヨーク植民地の軍隊士官、1755年から1774年にはインディアン問題のイギリス監督官を務めた。その家屋、ジョンソン砦、およびジョンソン・ホールは現在ニューヨーク州歴史史跡に指定されている。
アメリカで女性の権利運動の中心人物だったエリザベス・キャディ・スタントンが郡内で生まれた。
アメリカ独立戦争終戦直後、この地域では手袋と革製品の製造が主要産業になった。ジョンズタウンとグロバーズビルは「世界の手袋と革製品の首都」と呼ばれた時期もあった。これら事業が隆盛した結果として人口が増加し、郡は成長した。
現在でも郡民の多くは手袋と革製品の製造に携わった者の子孫である。現在では手袋作り、革鞣し屋、革衣類製造者は少なくなったが、会社によって市場の変化に適応し、競争力を保っているものもある。

## 地理

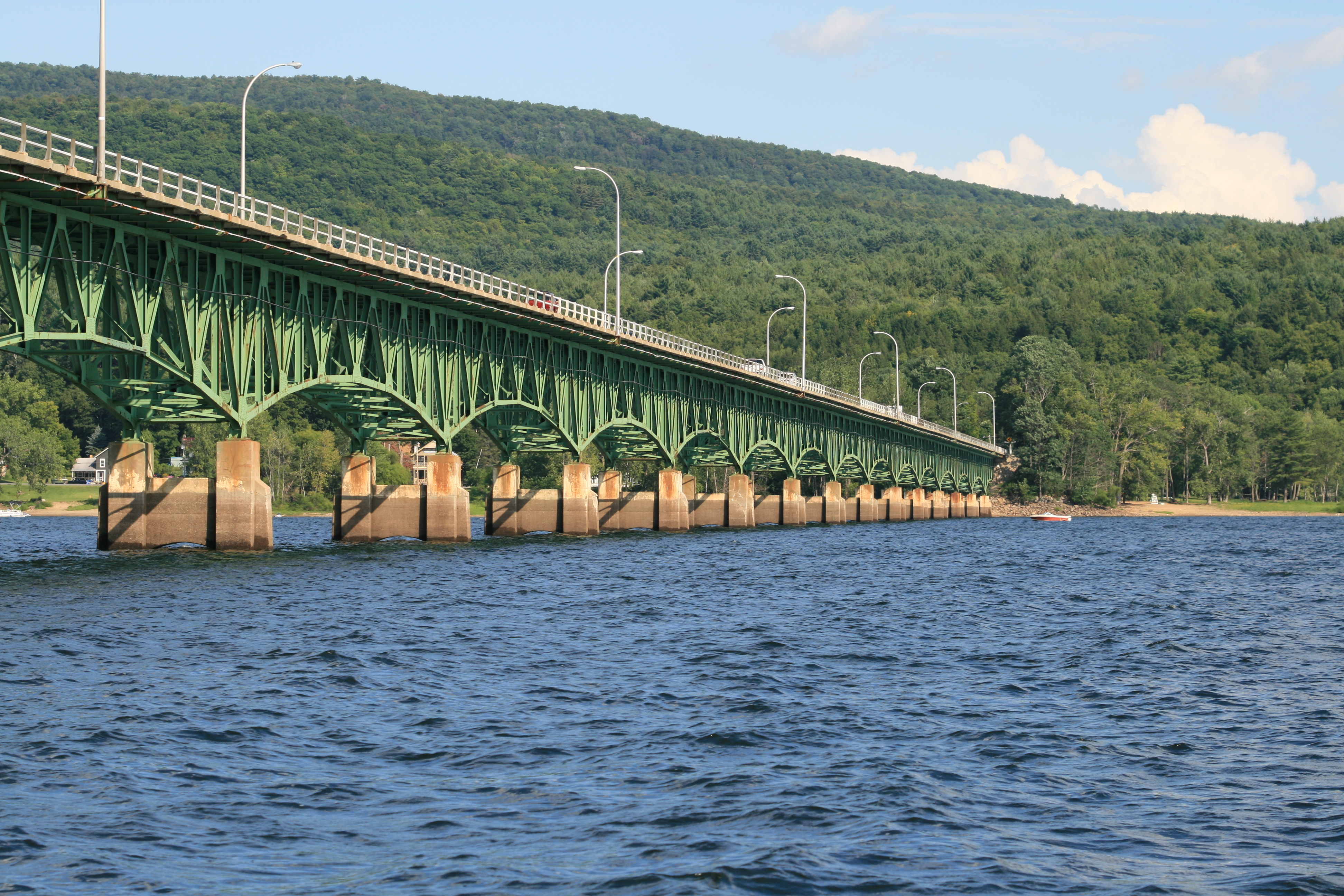
グレートサカンダガ湖に架かるバチェラービル橋、2012年に架け替えられた

フルトン郡はニューヨーク州中央部にあり、オールバニ市の北西に位置している。
アメリカ合衆国国勢調査局に拠れば、郡域全面積は533平方マイル (1,380.5 km2)であり、このうち陸地496平方マイル (1,284.6 km2)、水域は37平方マイル (95.8 km2)で水域率は6.89%である。

### 空港
郡内には次の公共用途空港がある。
- フルトン郡空港 (NY0) – ジョンズタウン
- ダルジビル空港 (1F6) – ダルジビル

### 隣接する郡
- ハミルトン郡 - 北
- サラトガ郡 - 東
- オールバニ郡 - 南東
- モンゴメリー郡 - 南
- ハーキマー郡 - 西

## 人口動態
以下は2000年国勢調査による人口統計データである。
| 基礎データ - 人口: 55,073 人 - 世帯数: 21,884 世帯 - 家族数: 14,509 家族 - 人口密度: 43人/km2（111人/mi2） - 住居数: 27,787 軒 - 住居密度: 22軒/km2（56軒/mi2） 人種別人口構成（2008年時点） - 白人: 95.99% - アフリカン・アメリカン: 1.80% - ネイティブ・アメリカン: 0.19% - アジア人: 0.53% - 太平洋諸島系: 0.02% - その他の人種: 0.56% - 混血: 0.91% - ヒスパニック・ラテン系: 1.61% 先祖による構成 - イタリア系：17.2% - ドイツ系：16.4% - アイルランド系：13.2% - イギリス系：10.0% - アメリカ人：8.3% - フランス系：5.8% - ポーランド系：5.7% 言語による構成 - 英語：96.1% - スペイン語：1.6% | 年齢別人口構成 - 18歳未満: 24.9% - 18-24歳: 7.2% - 25-44歳: 28.1% - 45-64歳: 23.6% - 65歳以上: 16.3% - 年齢の中央値: 39歳 - 性比（女性100人あたり男性の人口） - 総人口: 97.1 - 18歳以上: 93.6 世帯と家族（対世帯数） - 18歳未満の子供がいる: 30.5% - 結婚・同居している夫婦: 50.0% - 未婚・離婚・死別女性が世帯主: 11.3% - 非家族世帯: 33.7% - 単身世帯: 27.7% - 65歳以上の老人1人暮らし: 12.9% - 平均構成人数 - 世帯: 2.43人 - 家族: 2.94人 収入と家計 - 収入の中央値 - 世帯: 33,663米ドル - 家族: 39,801米ドル - 性別 - 男性: 29,538米ドル - 女性: 22,173米ドル - 人口1人あたり収入: 16,844米ドル - 貧困線以下 - 対人口: 12.5% - 対家族数: 9.2% - 18歳未満: 17.5% - 65歳以上: 7.5% |

## 都市と町
- ジョンズタウン市 - 郡庁所在地
- グロバーズビル市
- ブリーカー町
- ブローダルビン町
- ブローダルビン村
- カロガ町
- ダルジビル村
- エフラタ町
- ジョンズタウン町
- メイフィールド町
- メイフィールド村
- ノーサンプトン町
- ノースビル村
- オッペンハイム町
- パース町
- ストラットフォード